# Hiérarchie dans l'ordre de Saint-Jean de Jérusalem
La hiérarchie dans l'ordre de Saint-Jean de Jérusalem résulte de la longue histoire de l'Ordre. Elle reprend les distinctions hiérarchiques qui ont lieu en son sein, les différents statuts. Elle fait la distinction entre les frères, qui font leurs vœux, et ceux qui gravitent autour de l'Ordre, les laïcs.
Cette organisation des origines, dès les XII et XIIIe siècles, a donc perduré pendant plus de cinq siècles. Au fil du temps, même si l'Ordre n'a jamais perdu de vue sa finalité hospitalière, son besoin en personnes capables fini par mettre en avant les frères chevaliers qui, même si le recrutement était souvent limité en fonction des besoins mais aussi et surtout des capacités financières de l'Ordre, rejetait trop souvent dans l'ombre les frères chapelains qui eux ont toujours été numériquement limités.
Entre clercs et laïcs, il existait plusieurs statuts au sein et autour de l'Ordre.
Au sein de l'Ordre :
- les frères clercs :
  - les frères prêtres ;
    - les frères chapelains conventuels,
    - les frères prêtres d'obédience,

  - les frères chevaliers ;
    - Les frères chevaliers profès,
    - les frères chevaliers de grâce (généralement au XVIe siècle)
- les laïcs :
  - les servants ;
    - les servants hospitaliers,
    - les sergents d'armes,

  - les confrères donats.

Autour de l'Ordre :
- « nos seigneurs les malades »,
- la familia,
- les dépendants.

## Les frères prêtres
Un ordre religieux, même hospitalier, même militaire, a d'abord une fonction religieuse ; un ordre religieux est un regroupement de clercs sous une règle monastique (ordre, ordo en latin, signifie règle) et la fonction religieuse est première. Mais dans un ordre hospitalier, les frères prêtres, en plus de l'âme, doivent leurs soins au malades comme tous les frères hospitaliers ; la première règle de l'Hôpital de Raymond du Puy parle de « nos seigneurs les malades ».
Il existait au sein de l'Ordre deux catégories de prêtres :
- les chapelains conventuel ;
- les prêtres d'obédience.

### Les frères chapelains conventuels
Les frères chapelains conventuels assurent au sein de l'Ordre la fonction religieuse. Il n'était demandé aucune exigence aux postulants à la fonction de chapelain hormis la noblesse de cœur et de comportement. Pour être admis il fallait avoir reçu les ordres mineures. Les nouveaux clercs pouvaient accéder aux ordres majeurs après un an et en fonction de l'âge pouvaient être sous-diacre à 18 ans, diacre à 22 ans et prêtre à 26 ans. Pour les cas bien documentés, il n'est pas certain que ces délais de « formation » aient toujours été respectés.
Les frères chapelains étaient responsables des principales églises de l'Ordre. C'est le grand maître qui avait reçu du pape Anastase IV, le 21 octobre 1154, la nomination des frères chapelains conventuels qui devaient recevoir l'approbation du grand conseil. S'ils assuraient les services religieux de l'Ordre, ils devaient aussi l’aumônerie, comme l'aumônerie des galères de La Religion, l'administration des sacrements aux malades des hôpitaux de l'Ordre et aux autres frères, les frères chevaliers ne pouvaient se confesser qu'auprès d'eux. Ils devaient aussi prier pour le grand maître et les bienfaiteurs de l'Ordre.
Souvent les frères chapelains remplissaient des fonctions administratives au couvent ou dans les instances provinciales. La plus haute fonction à laquelle pouvait prétendre un frère chapelain conventuel était celle de vice chancelier. C'est un chapelain conventuel qui dirigeait le conseil conventuel, gouvernement politique et religieux de l'Ordre. C'est aussi un chapelain conventuel qui avait la charge de prieur de la Sacra Infermeria, de chapelain du palais du grand maître, de maître des pages, de chapelains des monastères de religieuses de l'Ordre, de la desserte des églises et chapelles des auberges des langues et de toutes les chapelles militaires, celle de la prison des esclaves, des forts, du lazaret et aussi la fonction de recteur de la grotte de saint Paul à Rabat à Malte.
Le nombre des chapelains conventuels était limité et ce nombre a varié au fil du temps de 90 pour se fixer à 24 au début du XVIIIe siècle. Après 5 ans de présence au couvent et deux caravanes, un frère chapelain conventuel pouvait briguer la responsabilité d'une commanderie. Des chapelains conventuels ont atteint les plus hautes fonction de l’Église, comme Clément VII qui est devenu pape en 1523.

### Les frères prêtres d'obédience
Autre catégorie de prêtres, celle des frères prêtres d'obédience. Ces frères prêtres étaient chargés des cures des commanderies. Ces prêtres séculiers devaient normalement être reçus dans l'Ordre comme prêtres chapelains d'obédience. Les prêtres chapelains d'obédience ne relevaient que de l’autorité de l'Ordre et ne relevaient pas de l'ordinaire, ils n'étaient pas soumis aux règles et obligations du clergé diocésain sous la responsabilité des évêques. Ils portaient l'habit et la croix de l'Ordre.
L'éloignement des commanderies du couvent de l'Ordre faisaient que beaucoup de ces prêtres d'obédience n'était pas chapelain de l'Ordre ce qui multipliait les conflits locaux entre ces prêtres et leurs commandeurs et les évêques. Nombre de ces litiges sont remontés jusqu'au pouvoir papal seul à disposer de l'autorité suprême sur l'Ordre et sur les évêques.

## Les frères chevaliers
Au fil du temps, en Terre sainte, à Rhodes ou à Malte, leur fonction va évoluer. À l'origine, en Terre sainte, simple gens d'armes, ils mettaient leur épée au service de l'Ordre. Certains d'entre eux étaient distingués pour tenir des responsabilités au sein de l'Ordre.
À Rhodes, avec la création des langues hospitalières, les chevaliers regroupés en langues vivaient en auberge, au Collachium, le couvent. Ils élisaient à vie un frère chevalier ayant des revenus propres pour entretenir et diriger l'auberge, c'est le pilier. Le combat contre les infidèles s'étant transporté de la terre à la mer, les fonctions maritimes commencent à prendre de l'importance.
À Malte, la puissance de combat des frères chevaliers est mise au service du corso, sorte de piraterie d'état contre les musulmans, l'Ordre étant considéré comme souverain. Les futurs chevaliers se virent astreints au service des galères, les caravanes. Il s'agissait d'un service à la mer de quatre ou cinq périodes annuelles de six mois. Ce n'est qu'après ce service à la mer que les frères chevaliers pouvaient prétendre à des responsabilités dans l'Ordre.
Il existait dans l'Ordre deux catégories de frères chevaliers car tous ne suivaient pas le cursus honorum des frères chevaliers profès, certains étaient nommés frère chevalier au bon vouloir du grand maître ou du pape, les frères chevaliers de grâce.

### Les frères chevaliersprofès
Même si le qualificatif de profès est peu utilisé, pour ne pas dire pas du tout, dans les textes règlementaires de l'Ordre, il commence à apparaître au XVIIIe siècle pour distinguer les frères chevaliers suivant le cursus honorum de ceux nommés par la bonne grâce du grand maître ou du pape pour récompenser une personne ayant particulièrement aidé l'Ordre. Comme pour tous les ordres religieux, le chevalier profes est celui qui fait « profession », qui a prononcé ses vœux.
L'Ordre avait une telle réputation que les familles nobles y faisaient recevoir de minorité leurs jeunes cadets qu'ils destinaient à la robe ou à l'épée. Leur éducation à Malte se faisant aux frais de l'Ordre, celui-ci finit par réclamer aux familles des sommes de plus en plus importantes pour y entrer et faire leur passage à Malte, où quelques-uns étaient pages du grand maître mais beaucoup d'autres étaient aux services des dignitaires ou des auberges quand ils ne restaient pas dans les prieurés ou même dans leur famille.
Même après une réception de minorité, le donat ne pouvait faire ses preuves (de noblesse) avant l'âge de 16 ans. Il devait vivre au couvant pour faire son noviciat. À 18 ans, il pouvait prononcer ses vœux et alors devenir effectivement frère hospitalier. S'il voulait avoir un avenir dans l'Ordre, il devait résider cinq ans de plus au couvent et faire les quatre caravanes réglementaires. En fait, pour affermir les volontés, il fallait aux donats souvent attendre d'avoir fait leurs caravanes pour prononcer leurs vœux, ce que la règle d'Emmanuel de Rohan-Polduc va rendre obligatoire, les caravanes avant les vœux, ceux-ci ne peuvent donc plus intervenir avant l'âge de 23 ans.

### Les frères chevaliers de grâce
Aux origines de l'Ordre en Terre sainte le statut dans le siècle n'avait pas de correspondance dans l'Ordre, un noble était souvent donat, un frère chevalier n'était pas nécessairement un chevalier du siècle ayant fait profession dans l'ordre. Dans le deuxième des trois statuts de Jean de Villiers, en octobre 1292, il apparait que les prieurés et commanderies d'Occident abritent trop de frères chevaliers et de donats nobles, et qu'il faudra désormais une autorisation du grand maître pour faire un chevalier ou recevoir un noble donat. C'est le début de règles qui préciseront au fil du temps les conditions d'entrée dans l'Ordre et qui suivront un processus d'aristocratisation.
Malgré la complexification des statuts et règles de l'Hôpital, précisant jusqu'au détail les conditions d'entrée dans l'Ordre, le grand maître, mais aussi le pape, se réservaient la possibilité de recevoir comme chevalier, suivant leur bonne grâce, sans aucune justification autre que la volonté magistrale ou papale, ceux qu'ils voulaient honorer pour services rendus à l'Ordre. Ce sont les frères chevaliers de grâce. C'était le cas connu de l'architecte Charles François de Mondion ou des peintres Michelangelo Merisi, dit Le Caravage, ou Mattia Preti. Ils vivaient des subsides des grands maîtres et les honoraient de leurs chefs-d'œuvre car ils n'avaient pas la possibilité d'être commandeur, Preti se plaignait suffisamment de vivre chichement à Malte et qu'il lui fallait vendre en Italie ses tableaux pour compléter ses revenus. Ne pas être commandeur n'a pas toujours été une règle d'or puisque le peintre Antoine Favray au XVIIIe siècle, chevalier de grâce, sera élevé à la fonction de commandeur pour qu'il puisse assurer son train de vie.

## Les frères servants

### Les servants hospitaliers
Les servants hospitaliers avaient leurs services à l'hôpital de l'Ordre, certains servaient dans l'administration de l'Ordre. D'autres avaient leurs services dans les prieurés comme conseil juridique.

### Les sergents d'armes
Les sergents d'armes étaient d'origine roturière, ils ne devaient prouver uniquement que l'honorabilité de leur famille. Ils étaient les servants des frères chevaliers qu'ils servaient à la guerre mais aussi en temps de paix.
Ces servants d'armes concouraient aux commanderies qui leur étaient réservées mais qui souvent étaient communes aux sergents d'armes et aux chapelains ce qui diminuait leurs chances d'y accéder.

## Les confrères donats
La première expression de confrère disparait petit à petit pour ne laisser subsister que celle de donat.
Ces donats, sont des gens de toutes conditions, même des puissants, qui se donnent à l'Ordre en léguant, de suite ou à leur mort, une partie de leurs biens, soit pour vivre au sein de l'Ordre, généralement dans les commanderies, et profiter de sa bienveillance, soit en attendant de prononcer leurs vœux pour rentrer définitivement dans l'Ordre, soit, principalement pour les puissants, de mourir et d'être enterrés dans l'Ordre pour la sauvegarde de leur âme. L'exemple le plus connu est Guillaume Caoursin (1430-1501), qui fera une brillante carrière dans l'Ordre pourvu de la charge de vice-chancelier de l’Ordre de Saint-Jean de Jérusalem sans jamais faire partie des frères hospitaliers.
Ces donats, personnes pieuses mais laïcs, ont le privilège de porter l'habit de l'Ordre. Ce qui les distinguent des frères de l’Hôpital c'est qu'ils portent sur l'habit ce qui sera appelé une demi-croix. Le signe de la croix, dite croix de Malte, qu'ils présentent sur leur côté gauche ne comporte pas la branche supérieure.

## Les distinctions de circonstance
Ces donats et la monarchisation de l'Ordre sont à l'origine de trois confusions que beaucoup d'auteurs perpétuent toujours :
- les grand'croix
- les demi-croix
- les médaillers de dévotion

### Les grand'croix
Par analogie avec les Grand'croix de son successeur l'ordre souverain de Malte, certains historiens parlent de « grande croix » pour les frères de l'Ordre qui ont prononcé leurs vœux et même de « Grand'croix ». Il faut noter que les Hospitaliers ne faisaient pas grand chose pour faciliter la compréhension puisque certains documents de l'Ordre utilisent, par facilité de langage, les termes grande croix. Cela prend son origine dans le fait, que par tradition, certaines commanderies avait le statut de baillie capitulaires donnant alors à ces commandeurs la dignité de bailli et la grand croix. C'est dans le cadre de la « monarchisation » de l'Ordre au XVIIIe siècle, que le titre et la distinction fut donné aux ambassadeurs auprès des cours européenne ou du Saint-Siège), sans que cela corresponde à une fonction ou distinction reconnue dans les statuts de l'Ordre mais les grand croix bénéficiaient quand même de différents privilèges.

### Les demi-croix
La monarchisation de l'Ordre n’alla pas jusqu'à la généralisation d'une pratique de distinction. Il n'était pas possible à l'Ordre même souverain d'instituer un ordre distinctif, le pape ne l'aurait jamais toléré puisque cela faisait partie de ses prérogatives. Au XVIIIe siècle, certains grands maîtres, pour distinguer des personnes de haut rang, les accueillaient dans l'Ordre pour le salut de leur âme en leur donnant le statut de donat demi-croix, comme une distinction avant la lettre, puisque les statuts de l'Ordre ne prévoient aucune distinction ou décoration que ce soit.

### Les médailles de dévotion
Toujours dans le cadre d'une « monarchisation » de l'Ordre, celui-ci su contourner la difficulté de l'absence de distinction en distribuant à qui le demandait une décoration mondaine par l'entremise d'une médaille de dévotion qui était très recherchée, des puissants, des grands, puis des commensaux et enfin des dames. Un des rôles des ambassadeurs, pas si accessoire, était d'obtenir ces médailles de dévotion pourtant si peu officielles mais jamais autant portées dans les cours européennes. Une des premières décision de Francisco Ximenes de Texada après son élection comme grand maître est de supprimer cette dérive « mondaine » fausse distinction non reconnue dans les statuts de l'Ordre. Le 29 janvier 1773, l'ambassadeur à Paris, la ville la plus consommatrice de ces médailles, reçu une lettre le mettant en garde contre toutes demandes exagérées mais devant la fronde, principalement des ambassadeurs, il décide, par lettre du 4 mars 1773,  de n'accorder la médaille de dévotion que pour des services rendus en Couvent à l'Ordre ou seulement à la demande des têtes couronnées et non de leurs ministres.

## Autour de l'Ordre

### «Nos seigneurs les malades»
L'ordre de l'Hôpital existe parce qu'il existe des malades, des pèlerins qui ont besoin de soins. La première règle de Raymond du Puy est suffisamment éloquente. Dans deux articles de cette règle, il est clairement énoncé : « [la tenue des frères] doit être modeste car les pauvres de Notre Seigneur, dont nous reconnaissons être les serfs, sont nus. » et pour être admis dans l'Ordre le frère postulant doit promettre « être le serf et l'esclave de nos seigneurs malades ». Dans l'article 16 de la première règle - Comment les seigneurs malades doivent être accueillis et servis : « [le seigneur malade après avoir été confessé de ses péchés] sera porté au lit et là, comme seigneur, on lui redonnera chaque jour des forces. »
Ces pauvres malades, et en même temps seigneurs, sont la raison d'être de l'Ordre, et tous les membres de l'Ordre, de l'humble servant au grand maître, leur doivent services.
Faut-il encore s'entendre sur le terme de pauvres malades, les textes anciens font problème par les termes utilisés. D'abord pauvre n'a pas le sens de pauvreté, il faut prendre ce nom dans son acception de faible face à puissance, parmi les pauvres malades figurent aussi de riches marchands et même des puissants tous pauvres de Dieu par leurs afflictions. Au XXIe siècle, les historiens sont presque tous d'accord, pour dire qu'à l'origine ces malades n'étaient pas malades au sens oriental, grec ou arabe, mais des gens fatigués affaiblis par le pèlerinage ; les soins sont plus des actes de charité que des actes médicaux.
Il est assez difficile de dater le moment où l'hospice devient hôpital. Une seule chose est certaine, pour soigner des malades ou des blessés, il faut un personnel médical et non plus soignant, et ce personnel médical n'apparait dans les statuts de l'Ordre qu'en 1182. Assez tôt dans son existence l'Ordre devient un véritable hôpital dans l’acception moderne du nom. Pour tout le reste de son histoire, l'Ordre sera et restera toujours à la pointe de la médecine et de la chirurgie au service des malades et blessés.

### Lafamilia
Enfin il ne faut pas oublier toutes les personnes qui faisaient partie de la famille hospitalière qui se mettaient aux services des frères hospitaliers pour leurs compétences intellectuelles ou pour l'habilité de leurs mains et la force de leurs bras sans qui les commanderies ne pourraient être mises en exploitation.
Les Hospitaliers, en la personne du prieur provincial ou du commandeur, sont en fait comme des seigneurs qui doivent rentabiliser les propriétés hospitalières, commanderies ou membres (propriétés dépendants d'une commanderie), pour financer l'Ordre, sous la forme d'une sorte d'impôts, les responsions. Pour ce faire, ils disposent de personnes de bras ayant affermé des terres de la commanderie, les fermiers, ou d'autres personnes ou même des familles entières qui louent la force de leurs bras à la commanderie, les manouvriers. Enfin toutes sortes d'artisans nécessaires à l'exploitation fermière ou aux améliorations des bâtiments, qu'ils fassent partie de la commanderie ou qu'ils proposent leur art contre rémunération.

### Les dépendants
Seigneurs locaux, les prieurs provinciaux et les commandeurs étaient possessionnés au nom de l'Ordre des territoires de la commanderie ou du prieuré sur lesquels ils avaient pouvoir de basse et moyenne justice et quelquefois même de haute justice surtout dans les régions de frontières. Toute cette population d'hommes libres, souvent attachés à leur terre, mais aussi à certaines époques, de serfs, était dépendante du pouvoir seigneurial et juridictionnel de l'Ordre mais d'aucune façon ne faisait partie de l'Ordre.

## Sources
- Nicole Bériou (dir. et rédacteur), Philippe Josserand (dir.) et al. (préf. Anthony Luttrel & Alain Demurger), Prier et Combattre : Dictionnaire européen des ordres militaires au Moyen Âge, Fayard, Paris, 2009  (ISBN 978-2-2136-2720-5)
- Alain Blondy, L'Ordre de Malte au XVIIIe siècle, des dernières splendeurs à la ruine, Éditions Bouchène, Paris, 2002  (ISBN 2-912946-41-7)
- Alain Demurger, Les Hospitaliers, de Jérusalem à Rhodes, 1050-1317, Tallandier, Paris, 2013  (ISBN 979-10-210-0060-5)
- Bertrand Galimard Flavigny, Ordres et contre-ordres de chevalerie, Mercure de France, 1982
- Bertrand Galimard Flavigny, Noblesse, mode d'emploi – dictionnaire à l'usage des nobles et des autres, Christian, 1999
- Bertrand Galimard Flavigny, Histoire de l’ordre de Malte, Paris, Perrin, 2006  (ISBN 2-262-02115-5)